# Ґертруда Стайн
Ґертру́да Ста́йн (англ. Gertrude Stein; 3 лютого 1874 — 27 липня 1946) — американська феміністська письменниця («Три життя», «Становлення американців», «Мати всім нам»), поетка, сценаристка, колекціонерка мистецтва. Народилась в Аллегені, штат Пенсільванія (тепер частина Піттсбурга), і виросла в Окленді, штат Каліфорнія. Стайн переїхала до Парижа в 1903 році. Франція стала її домом до кінця життя. Вона організувала паризький салон, де зустрічалися провідні діячі модернізму в літературі та мистецтві, такі як Пабло Пікассо, Ернест Гемінґвей, Френсіс Скотт Фіцджеральд, Сінклер Льюїс, Езра Паунд, Шервуд Андерсон і Анрі Матісс.

## Особисте життя
Ґертруда Стайн походила із заможної єврейської родини. Вона була лесбійкою та з 1910 року до своєї смерті в 1946 році перебувала у постійних стосунках з Еліс Б. Токлас.

## Творчість
Експериментальна, близька до кубізму поезія і проза Стайн (збірка «Ніжні кнопки», 1914; роман «Становлення американців», 1925, і ін.), орієнтовані на європейський авангард, але що при цьому прагнули передати американський дух, колорит, склад думки і усну мову, ніколи не знаходили широкого читацького визнання. Єдиним винятком стала «Автобіографія Еліс Б. Токлас» (1933), живий і дотепний нарис Парижа в роки перед Першою світовою війною, написаний від імені подруги, — ця книга багато раз перевидавалася, перекладена багатьма мовами.

### Публікації
- Three Lives (1909),
- White Wines (1913),
- Tender Buttons: Objects, Food, Rooms (1914) Онлайн на Bartleby,
- An Exercise in Analysis (1917),
- A Circular Play (1920),
- Geography and Plays (1922),
- The Making of Americans: Being a History of a Family's Progress (написано 1906–8, опубліковано 1925),
- Four Saints in Three Acts (лібрето, 1929: музика Virgil Thomson, 1934),
- Useful Knowledge (1929),
- An Acquaintance with Description (1929),
- Lucy Church Amiably (1930). Перше видання опубліковано Imprimerie Union у Парижі. Перше американське видання: 1969, Something Press.
- How to Write (1931),
- They must. Be Wedded. To Their Wife (1931),
- Operas and Plays (1932),
- Matisse Picasso and Gertrude Stein with Two Shorter Stories (1933),
- The Autobiography of Alice B. Toklas (1933a), переклад українською Наталії Семенів, 2018: Автобіографія Еліс Б. Токлас.
- Blood on the Dining Room Floor (1933b),
- Portraits and Prayers (1934),
- Lectures in America (1935),
- The Geographical History of America or the Relation of Human Nature to the Human Mind (1936),
- Everybody's Autobiography (1937),
- Picasso, photo. Cecil Beaton (1938),
- Doctor Faustus Lights the Lights (1938),
- The World is Round, британське видання з ілюстраціями Sir Francis Rose; американське проілюстрував Clement Hurd (1939),
- Paris France (1940),
- Ida A Novel (1941),
- Three Sisters Who Are Not Sisters (1943),
- Wars I Have Seen (1945),
- À la recherche d'un jeune peintre (Max-Pol Fouchet, ed., 1945),
- Reflections on the Atom Bomb (1946),
- Brewsie and Willie (1946),
- The Mother of Us All (лібрето, 1946: музика Virgil Thompson 1947),
- Gertrude Stein on Picasso (1946),
- Four in America (1947),
- Mrs. Reynolds (1947),
- Last Operas and Plays (Carl van Vechten, ред.,1949),
- The Things as They Are (написано під псевдонімом Q.E.D. в 1903, опубліковано 1950),
- Patriarchal Poetry (1953),
- Alphabets and Birthdays (1957),
- Fernhurst, Q.E.D. and Other Early Writings (1971),
- Stein, Gertrude; van Vechten, Carl (1986), Burns, Edward (ред.), The Letters of Gertrude Stein and Carl Van Vechten, 1913–1946, New York: Columbia University Press, ISBN 978-0-231-06308-1
- Stein, Gertrude; Wilder, Thornton (1996), Burns, Edward; Dydo, Ulla, eds., The Letters of Gertrude Stein and Thornton Wilder, Yale University Press, ISBN 978-0-300-06774-3.
- Stein, Gertrude (1998a), Chessman, Harriet; Catharine R (ред.), Writings 1903–1932, Library of America, ISBN 978-1-883011-40-6
- Stein, Gertrude (1998b), Chessman, Harriet; Catharine R (ред.), Writings 1932–1946, Library of America, ISBN 978-1-883011-41-3
- Toklas, Alice (1973), Burns, Edward (ред.), Staying on Alone: Letters, New York: Liveright, ISBN 978-0-87140-569-2
- Grahn, Judy, ред. (1989), Really Reading Gertrude Stein: A Selected Anthology with Essays by Judy Grahn, Crossing Press, ISBN 978-0-89594-380-4
- Vechten, Carl Van, ed. (1990). Selected Writings of Gertrude Stein. ISBN 0-679-72464-8

#### Українські переклади
- Ґертруда Стайн. Автобіографія Еліс Б. Токлас / пер. з анг. Наталії Семенів. — К. : O.K. Publishing, 2018. — 232 с. — ISBN 978-966-97686-2-9.
- Ґертруда Стайн. Війни, які я бачила / пер. з анг. Олени Балери. — К. : ВГ "Ще одну сторінку", 2024. — 400 с. — ISBN 978-617-522-252-2.